# Potenza Calcio
Potenza Calcio Srl, trước đây là ASD Rossoblù Potenza FC hay chỉ là Potenza FC, là một câu lạc bộ bóng đá Ý có trụ sở tại Potenza, Basilicata .
Potenza Calcio được thành lập vào tháng 6 năm 2012 với tên FCD Rossoblu Potenza, bởi sự hợp nhất của hai đội nghiệp dư Controsenso Potenza và Atella Monticchio. Câu lạc bộ tuyên bố là một câu lạc bộ thay thế của Potenza SC, được thành lập lần đầu tiên vào năm 1919.          Potenza SC đã đăng ký từ Liên đoàn bóng đá Ý vào tháng 4 năm 2012 sau khi chơi mùa giải cuối cùng của họ vào năm 2010-11 Eccellenza Basilicata. Từ 2011-12 đến 2012-13, một đội khác, Città di Potenza (trước đây: Atletico Potenza, P3F Potenza Giocoleria, Lucania Team Giocoleria) đã đóng vai trò kế thừa chính của Potenza SC.    

### FC Potenza / Potenza SC
Potenza SC là đội lịch sử của thành phố dưới nhiều cuộc sáp nhập và cải cách. Câu lạc bộ đã bị trục xuất khỏi 2009-10 Lega Pro Prima Divisione vào giữa mùa giải. Câu lạc bộ đã được kết nạp lại vào năm 2010-11 Eccellenza Basilicata. Vào tháng 4 năm 2012, thành viên của câu lạc bộ trong Liên đoàn bóng đá Ý đã chính thức bị hủy bỏ.
Sau khi loại trừ năm 2010, Città di Potenza và FCD Rossoblu Potenza trở thành đội kế thừa của câu lạc bộ.

### Lucania / Città di Potenza

Logo cũ của Città di Potenza

Năm 2000 Đội AC Lucania được thành lập, bắt đầu từ Terza Cargetoria trong mùa giải 2000-01. Đội sau đó được gọi là ADAC Lucania Team Giatioeria  và sau đó là ASDAC Parco Tre Fontane Giocoleria, ASD P3F Potenza Giocoleria.
Vào năm 2009, đội đã đổi tên một lần nữa thành ASD Atletico Potenza, sau đó giành giải 2011-12 Eccellenza Basilicata dẫn đến việc thăng hạng vào năm 2012-13 Serie D.
Vào năm 2012 tên của nó lại được đổi thành Città di Potenza S.S. a.r.l.d.. Tuy nhiên, vào mùa hè 2013 câu lạc bộ đã xuống hạng, nhưng không thể vào 2013–14 Eccellenza; do đó nó đã giải thể. Câu lạc bộ cũng bị phạt 2.500 € cho một sự cố trong mùa 2012-13.
Đội bóng đã chơi tại Stadio Alfredo Viviani, ở Potenza, Ý với sức chứa 5.500 địa điểm. Màu sắc đội của nó là đỏ và xanh.
Danh hiệu

- Eccellenza Basilicata:
  - Chiến thắng (1): 2011-12 (với tên Atletico Potenza)
- Prima Cargetoria Basilicata:
  - Chiến thắng (1): 2009-10 (với tên Atletico Potenza)
- Coppa Italia Basilicata khu vực:
  - Chiến thắng (1): 2011-12 (với tên Atletico Potenza)

## Lịch sử

### Atella Monticchio
ASD Atella Monticchio Vulture, trước đây gọi là Polisportiva Atella Monticchio là một nhóm từ Atella, một thị trấn ở tỉnh Potenza. Bản thân CLB là sự hợp nhất của Polisportiva Monticchio, có trụ sở tại Rionero ở Vulture và Polisportiva Atella, có trụ sở tại Atella. CLLB mới tham gia 2001–02 Promozione Basilicata. Đội đã tham gia vòng play-off thăng hạng của 2006-07  và 2007-08 Eccellenza Basilicata, cấp độ cao thứ sáu của Ý tại thời điểm đó. Đội kết thúc khi thua trận bán kết và thua chung kết tương ứng. Đội cũng bước vào vòng đầu tiên của vòng playoff thăng hạng 2010 201011 Eccellenza, với Adrano của vùng Sicily.
Vào tháng 6 năm 2012, câu lạc bộ đã sáp nhập với Controsenso Potenza từ Promozione Basilicata, cấp độ cao thứ 7 của Ý tại thời điểm đó. Controsenso Potenza kết thúc ở vị trí thứ 11 mùa 2011–12 Promozione Basilicata, trong khi Atella Monticchio kết thúc ở vị trí thứ 6 2011–12 Eccellenza Basilicata. Kể từ Atella Monticchio đã có một vị trí cao hơn so với giải đấu Controsenso Potenza, CLB mới FCD Rossoblu Potenza kế thừa vị trí của Atella Monticchio trong 2012-13 Eccellenza Basilicata, nhưng chuyển đến Potenza là một trong những đội thừa kế bất hợp pháp của Potenza SC. Một đội kế vị bất hợp pháp khác, Città di Potenza, đã tham gia vào năm 2012-13 Serie D.

### Controsenso Potenza
USD Controsenso Potenza là một đội bóng được thành lập năm 2010 bởi sự hợp nhất của "ASD Futura Potenza" và "ASD Real Zara", cả hai đều đến từ Potenza. Họ đã tham gia vào Prima Cargetoria Basilicata và Terza Cargetoria Potenza Province vào mùa 200910. Mùa đó, cũng như mùa 200-09, có những trận derby địa phương giữa hai đội kế vị tương lai của Potenza SC, vì Futura Potenza và Atletico Potenza (ex-P3F Potenza) nằm trong cùng một nhóm: Nhóm A.
Đội mới lần đầu tham gia 2010-11 Prima Cargetoria Basilicata và giành chức vô địch trong mùa đầu tiên.
Futura Potenza trước đây được gọi là US Potenza Mondo di Biagione  và AS Geotek Mondo di Biagione. Futura Potenza cũng đã tham gia 2002–03 Promozione Basilicata  và 2007–08 Promozione Basilicata  và các giải thấp hơn giữa hai mùa. Vào tháng 6 năm 2008, nó đã bị rớt hạng như đã nói ở trên xuống 2008-09 Prima Cargetoria Basilicata.
Real Zara được thành lập vào giữa năm 2008. Họ đã tham gia Terza Cargetoria trong 2 năm lịch sử của họ.

### Rossoblù Potenza / Potenza Calcio
FCD Rossoblù Potenza được thành lập vào tháng 6 năm 2012 sau khi sáp nhập "ASD Atella Monticchio Vulture", có trụ sở tại Atella và "USD Controsenso Potenza", có trụ sở tại Potenza.
Vào tháng 6 năm 2014, nó đã được thăng cấp từ Eccellenza Basilicata lên 2014-15 Serie D.
Vào mùa hè 2014, câu lạc bộ được đổi tên thành ASD Rossoblù Potenza FC.     
Vào mùa hè 2015, câu lạc bộ một lần nữa được đổi tên thành SSD Potenza Calcio a.r.l.
Câu lạc bộ đã giành chiến thắng ở vòng bảng 2017-18 Serie D và thăng hạng Serie C.

## Màu sắc và huy hiệu
Màu sắc của đội là đỏ và xanh.

## Danh dự
Controsenso Potenza
- Prima Cargetoria Basilicata: 2010-11 [17]

Potenza Calcio
- Nhóm H Serie D 2017-18 (với tên SSD Potenza Calcio) [26]
- Eccellenza Basilicata: 2013-14 (với tên Rossoblù Potenza) [24]